# Samuilovo (distrikt i Bulgarien, Sliven)
Samuilovo (bulgariska: Самуилово) är ett distrikt i Bulgarien.   Det ligger i kommunen Obsjtina Sliven och regionen Sliven, i den centrala delen av landet, 250 km öster om huvudstaden Sofia.
Trakten runt Samuilovo består till största delen av jordbruksmark. Runt Samuilovo är det ganska tätbefolkat, med 96 invånare per kvadratkilometer.